# Kaktovik
Kaktovik város az USA Alaszka államában, North Slope megyében. Lakosainak száma 283 fő (2020. április 1.).

## Népesség
A település népességének változása:

| 2010 | 239 |
| 2020 | 283 |